# Сирники
Си́рник (від слова сир; біл. сырнікі) — корж із сиром і приправами. Традиційна страва української та деяких інших європейських кухонь, що виготовляється із домашнього сиру.

## Опис
Сирник або чизкейки — страва європейської та американської кухонь, що є сирним десертом від сирної запіканки до ніжного сирного суфле. Перші сирники з'явились в Стародавній Греції.
Сирники готують із сирів рикота, хаварті, дорблю, маскарпоне, але найчастіше з вершкового сиру. Використовують також цукор, яйця, вершки та фрукти. Суміш цих інгредієнтів викладається на пісочне печиво.
Сирники (в центральній і східній Україні) — це підсмажені на вершковому маслі (чи на олії) млинці з домашнього сиру та борошна, з додаванням яєць, а також солі, цукру і/або поташу, виходячи з рецепта і/або уподобань кухаря.
Зазвичай до столу сирники подають зі сметаною та цукром (цукровою пудрою). Також до сирників подають мед, джеми, варення тощо.

## Види та історія

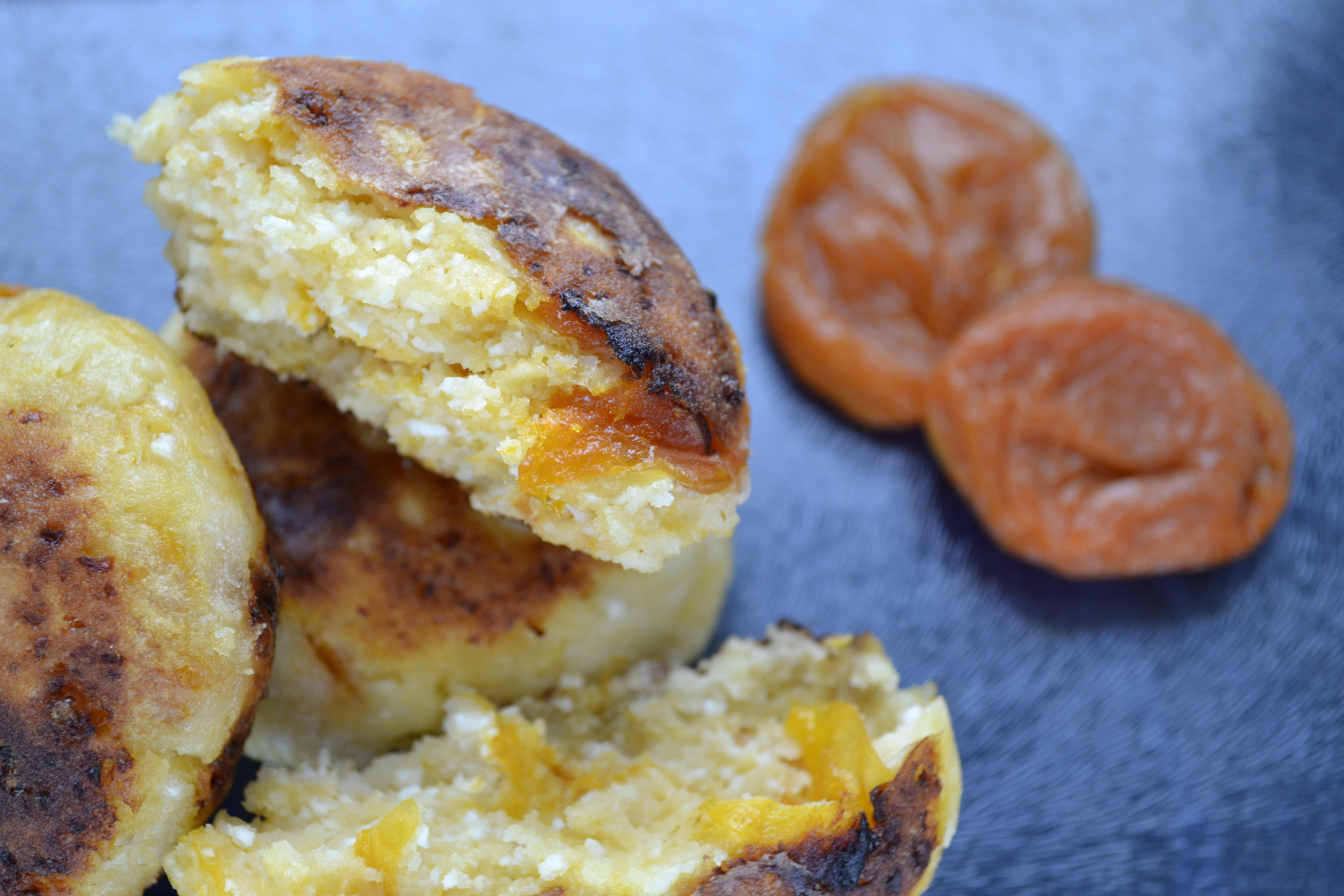
Сирники з курагою

Існує багато рецептів сирників. За деякими з них сирники не смажать (у сковорідці на олії), а печуть (у духовці), ще за одними до складу сирників входить дуже мало (або й немає зовсім) борошна або, наприклад, манка. Найбільшу варіативність (різноманітність) в рецептах сирників мають додатки до сирної маси. В Україні найвідомішими є сирники з родзинками, рідше з іншими сухофруктами (наприклад, з курагою, чорносливом, горіхами тощо). У північних і східних сусідів українців — білорусів і росіян до сирників подеколи додають овочі, наближаючи їх таким чином до свого роду млинців із сиром і овочами, скажімо, білоруси додають картоплю, а росіяни моркву. У поляків під словом серник (пол. sernik) переважно розуміється традиційний сирний пиріг.
Сирники, як страва, безперечно походять з традиційної селянської кухні. Оскільки інгредієнти сирників є традиційними для української кухні, страву можна вважати достатньо давньою. Принаймні, сирники як селянська їжа фігурують в описах побуту українців і в найбільш ранніх кухарських книгах XVIII — 1-ї пол. XIX сторіч.
Простота приготування і відносна дешевизна основних інгредієнтів зробили сирники дуже популярними в Україні (і по всій Східній Європі) як поживний сніданок і десерт. Їх не лише запропонують на сніданок і/або десерт в більшості закладів харчування (скажімо, в Києві), а й сирники легко приготувати із сиркових мас (в тому числі з різноманітними додатками), широко представлених у торговельній мережі.

## Рецепт сирників
Склад:

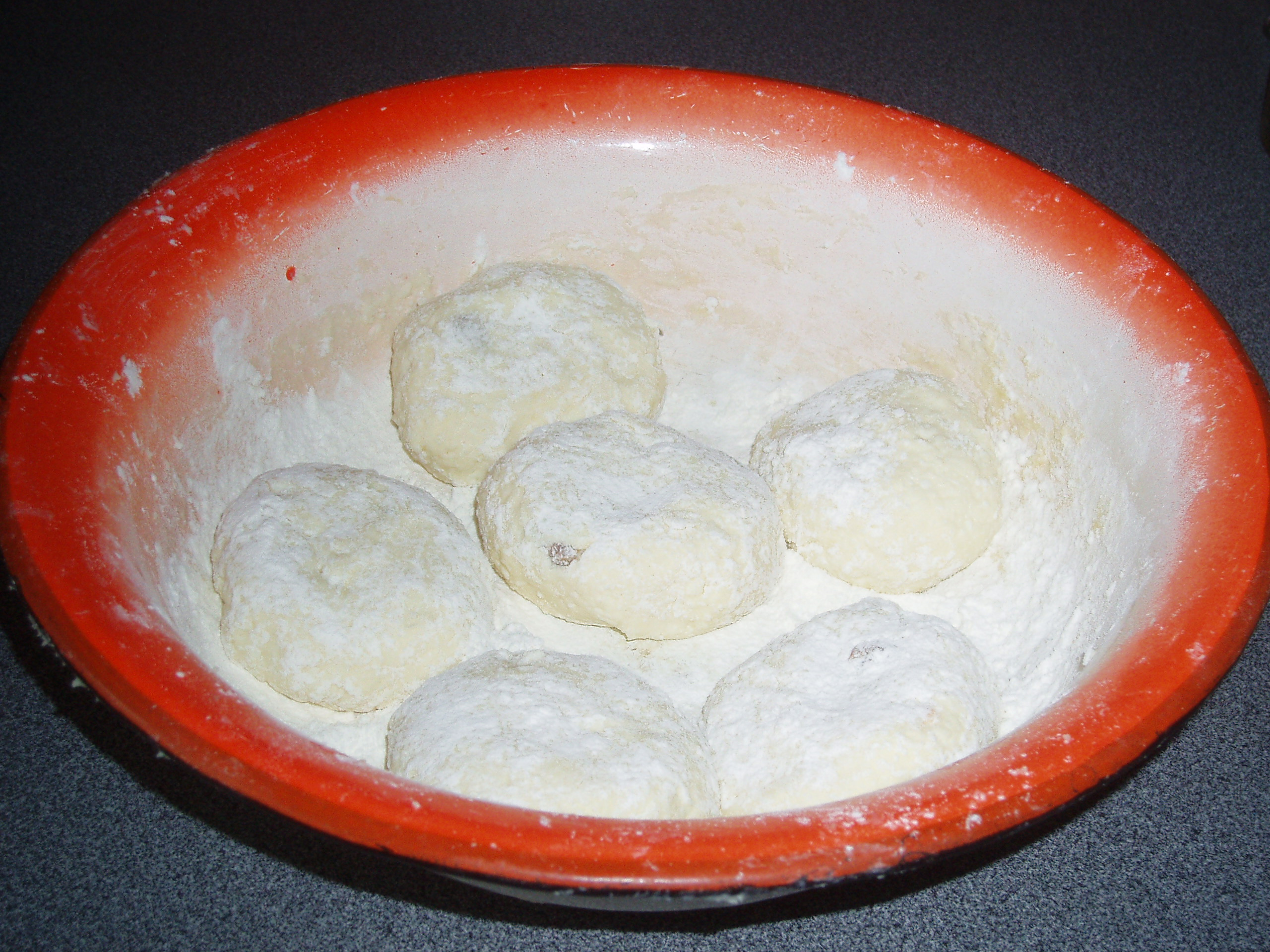
Зліплені сирі сирники

- 250 г сиркової маси або м'якого сиру (з розрахунку на одну сковорідку з 5-6 сирників);
- 1 куряче яйце
- дрібка солі ("на смак", можна і без солі)
- зовсім трохи цукру ("на смак", може варіюватися до 1 столової ложки цукру; у випадку, коли сирники готуються з солодкої сиркової маси, цукор можна взагалі не додавати)
- 4 (може варіюватися в межах від 1 до 5) столові ложки борошна
- вершкове масло для обжарювання
- трохи олії для розігріву сковорідки
- додатки, напр. родзинки ("на смак")

Приготування:
1. Змішати в єдину масу сир, яйце, сіль, цукор і борошно.
2. Якщо сиркова маса не містить додатків, додати на смак родзинки та/або горіхи, курагу, чорнослив тощо.
3. Замісити з утвореної маси тісто, з якого сформувати сирники. Сформовані сирники притрусити борошном, посередині нагорі (з одного боку) кожного сирника зробити невеликий отвір, куди вкласти грудочку вершкового масла, на якому смажитимуться сирники.
4. Розігріти сковорідку, перед тим наливши в неї трохи олії.
5. Викласти на сковорідку зліплені сирі сирники (5-6) й обсмажувати на вершковому маслі, перегорнувши для рівномірного обсмаження з обох боків, на середньому вогні, до набуття сирниками золотавого кольору.

## Галерея

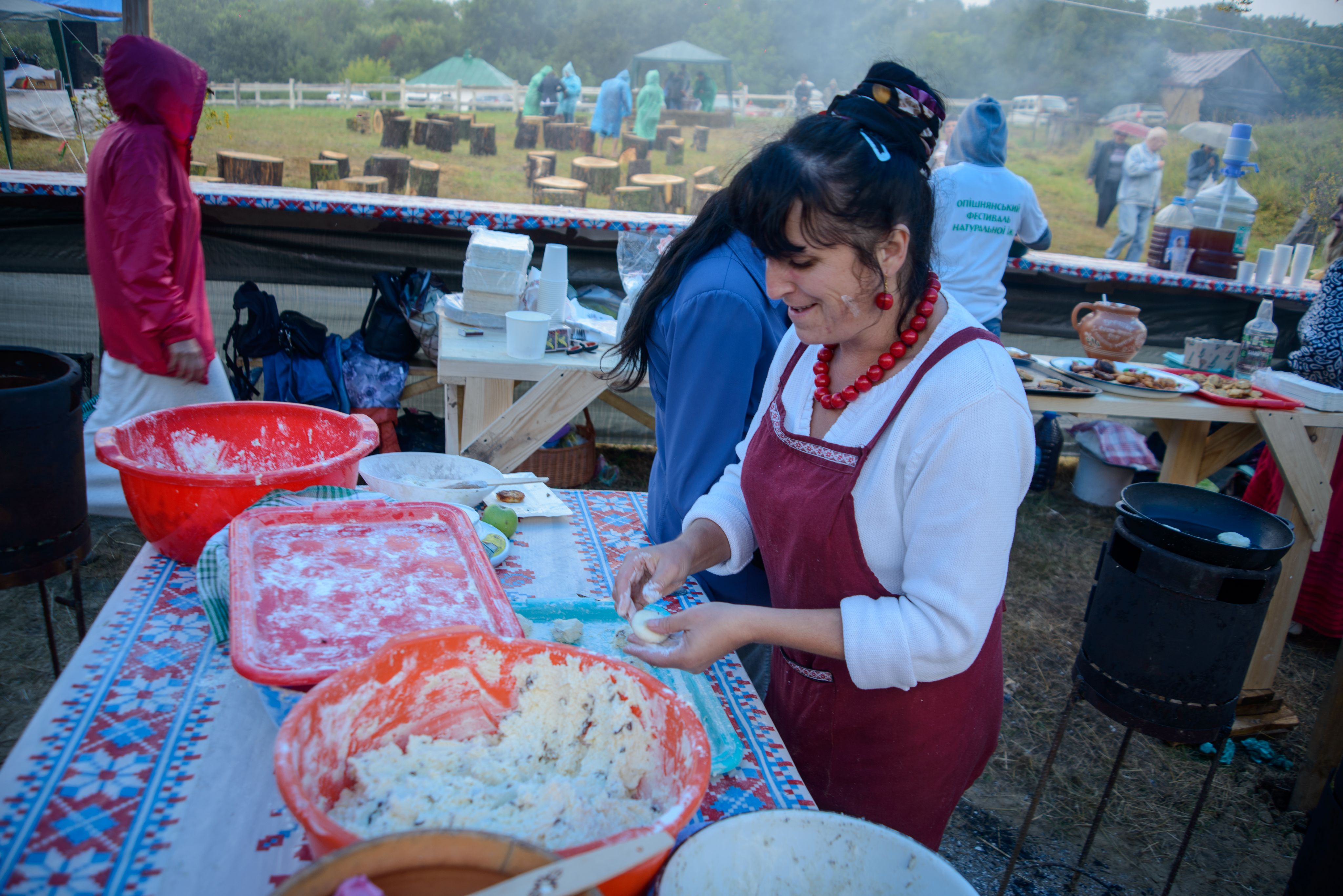
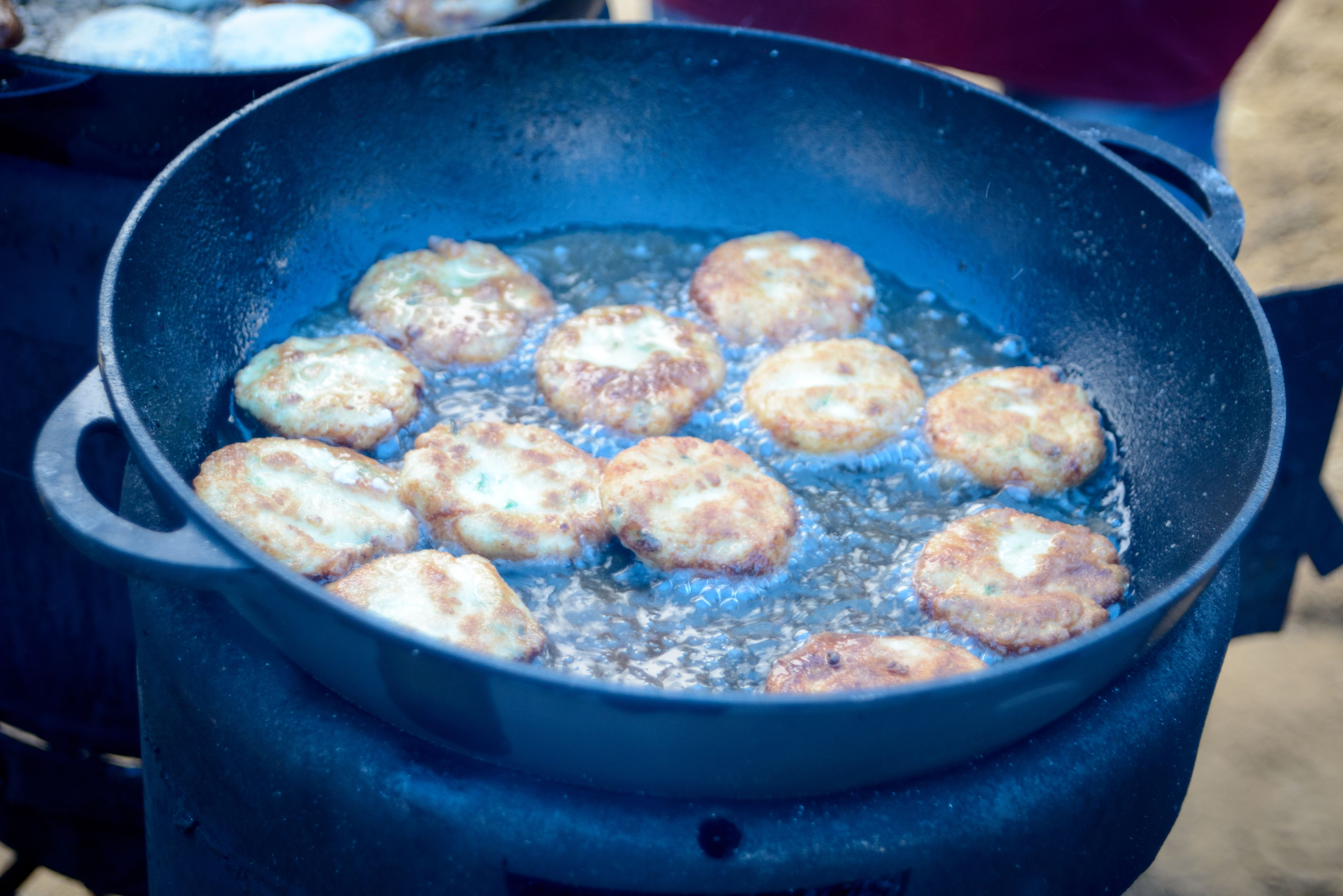
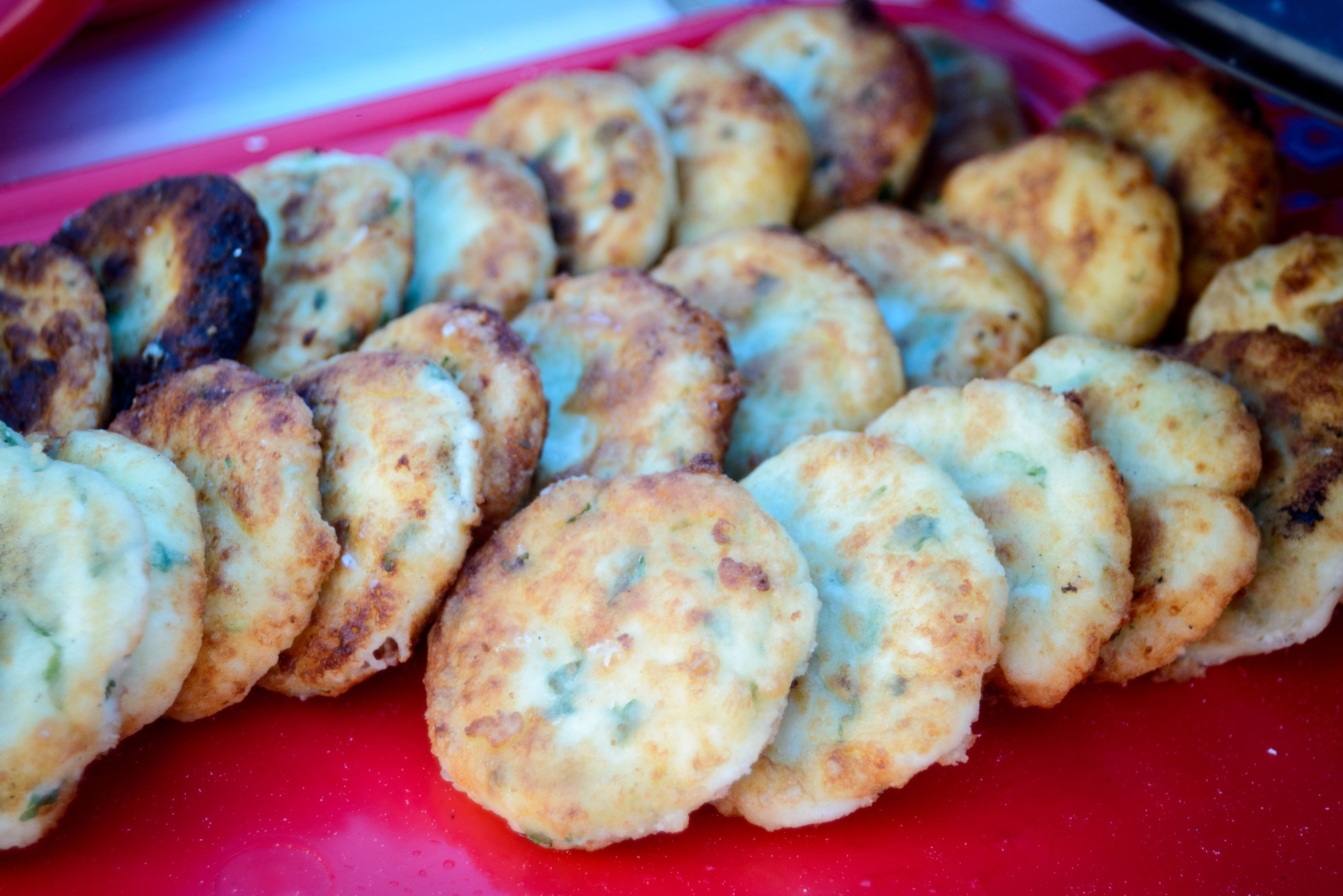
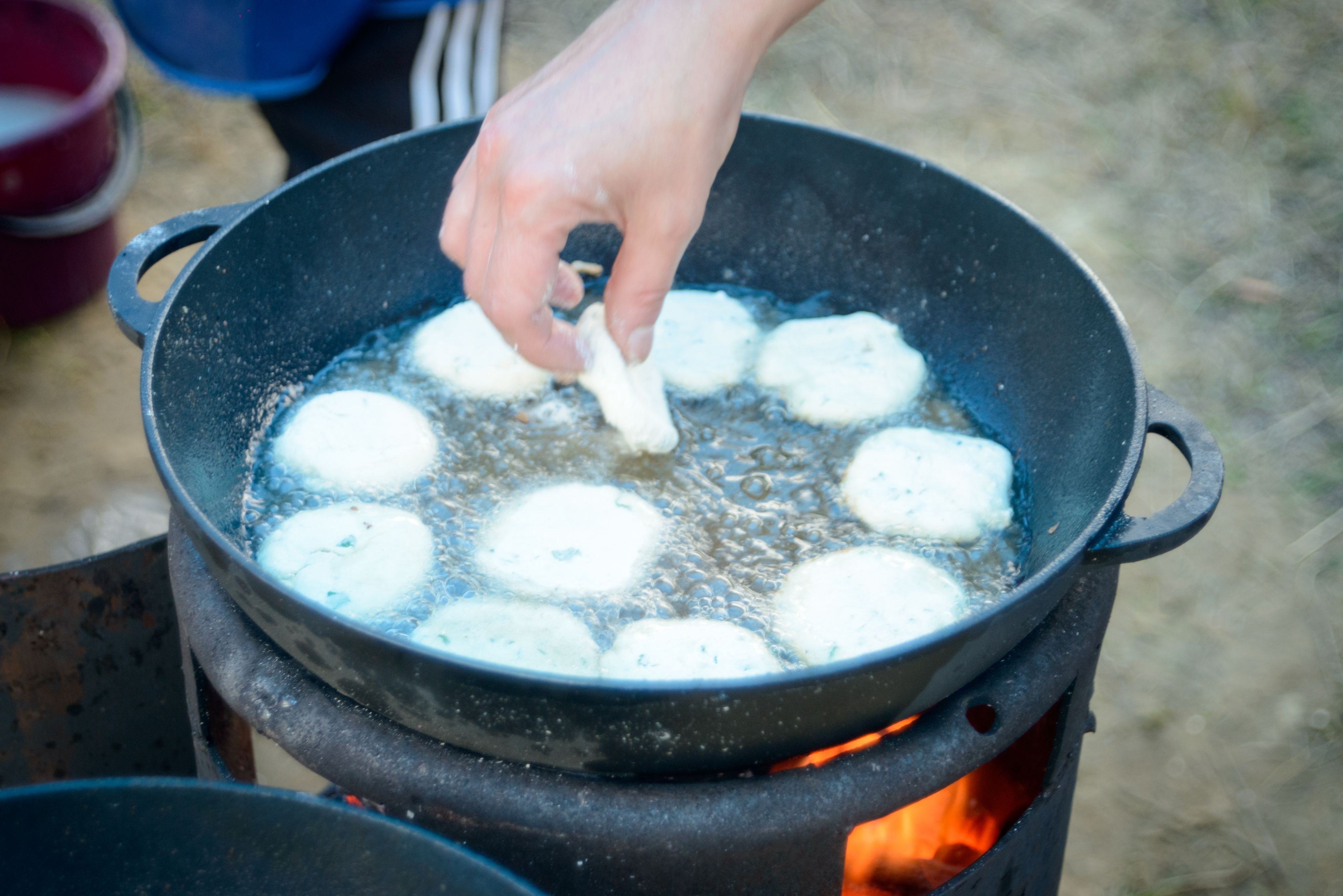
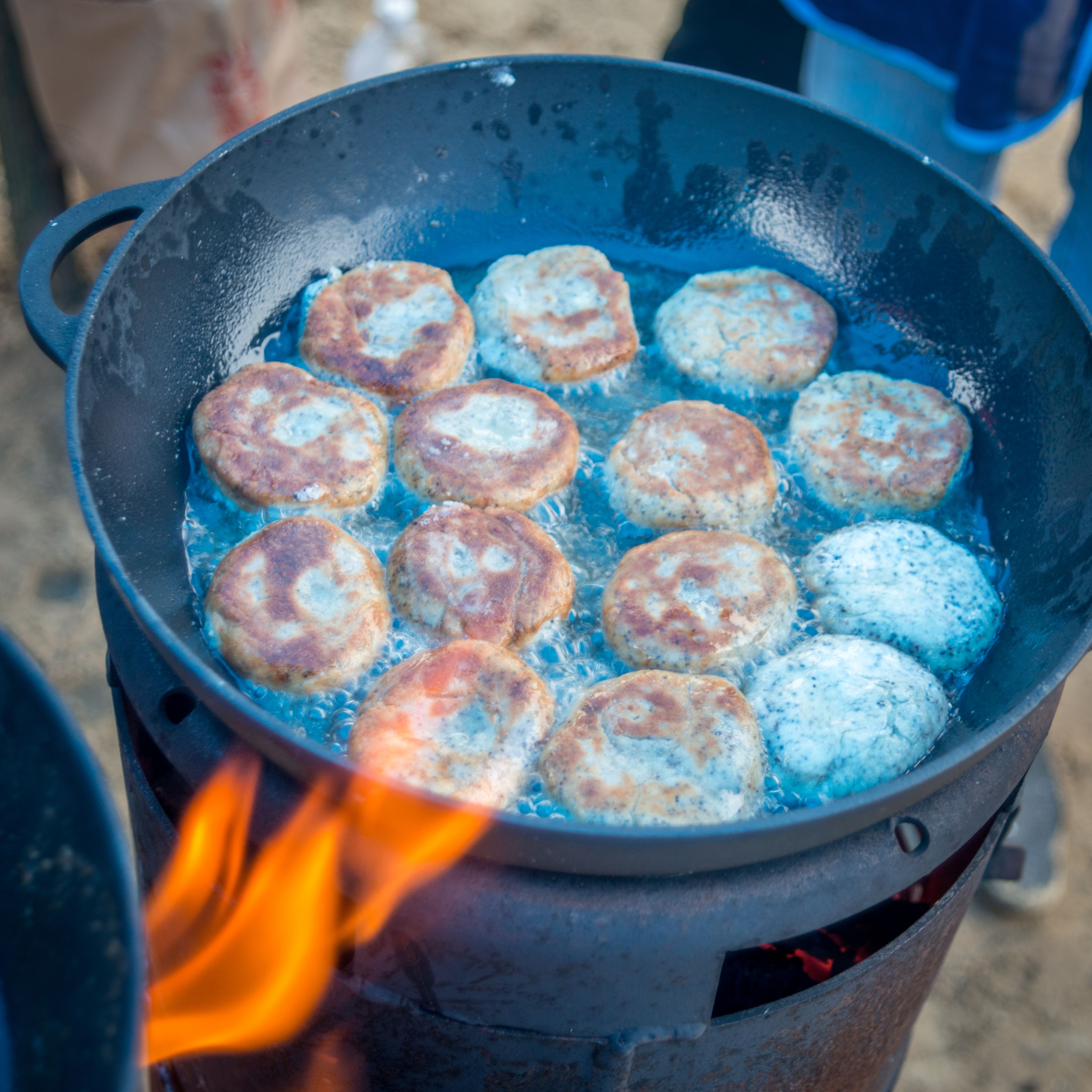
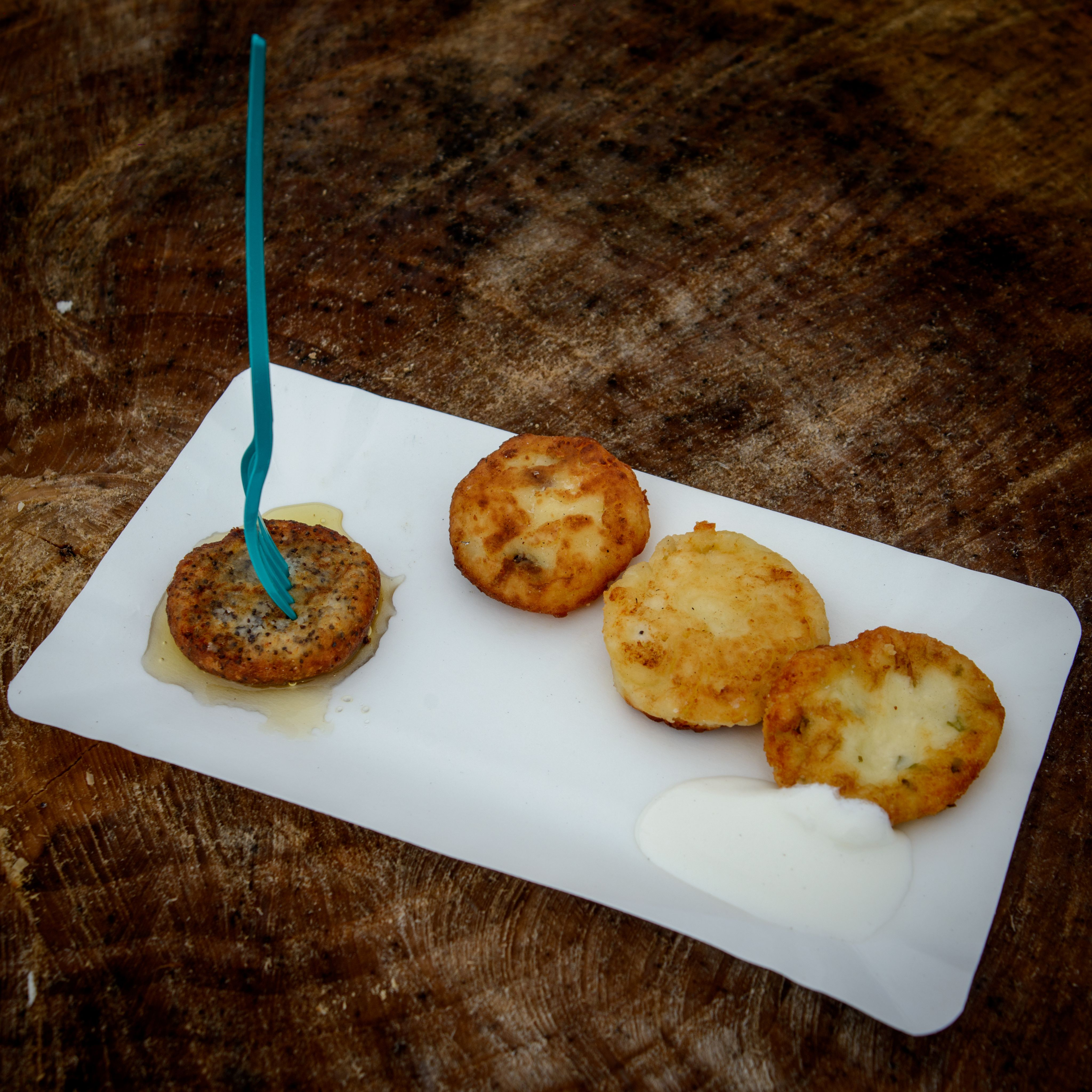